# مطبخ إنجليزي

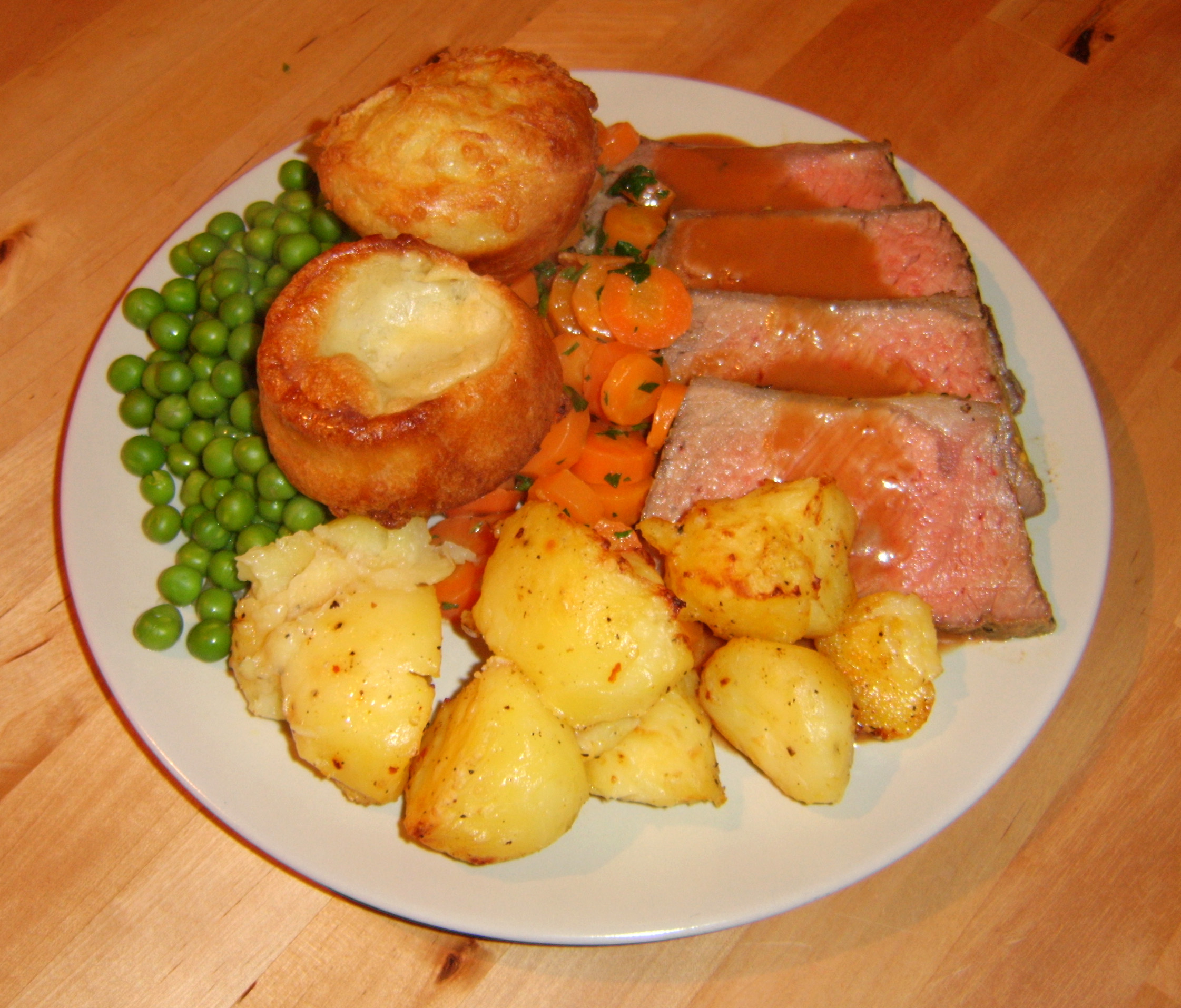
روزبيف والبطاطس المحمرة والخضار وبودينج اليوركشاير.

يتأثر المطبخ الإنجليزي بطقس وتضاريس وتاريخ البلاد. ويتسم تاريخ إنجلترا بالتلاحم والمنافسة مع دول القارة الأوروبية، واستيراد التوابل من بلاد بعيدة مثل الهند والصين وقت الإمبراطورية البريطانية. وبعد نهاية الحرب العالمية الثانية نزح أناس كثيرون إلى إنجلترا وعلى الأخص من المستعمرات القديمة، وأحضروا معهم خصائص مطابخ بلادهم الأصلية.
يتصف المطبخ الإنجليزي خارج إنجلترا عموما بقلة استخدامه التوابل، وصعوبة هضمه وقلة الإقبال عليه. ولكن تتمتع بعض الأطباق الإنجليزية بإقبال واسع مثل لحم الخراف وتقدم معه صلصة نعناع، ربما بسبب غرابة محتويات ذلك الطبق.

## أطباق يومية

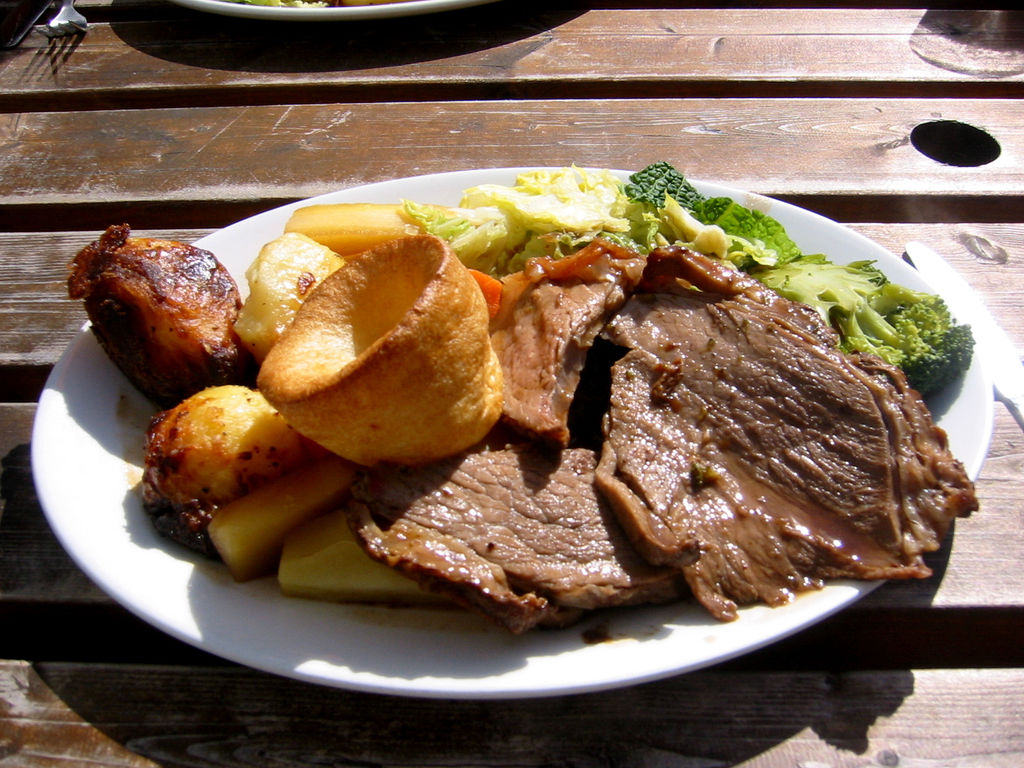
Sunday roast

تتمثل الأطباق التقليدية في إنجلترا والتي تجمع بين اللحوم والبطاطس والخضروات في الطبق الشهير «طبق يوم الأحد» Sunday dinner الذي يُقدم ظهر يوم الأحد في البيوت أو في المطاعم. وتقدم البطاطس في هذا الطبق في صورة البطاطس المحمرة. ومن الخضروات المفضلة الجزر والبازلاء والكرنب والقرنبيط والبروكولي. ويقدم بالإضافة لذلك لحم الخراف أو الخنزير أو البقر، ويُقطع اللحم قبل التقديم إلى شرائح رقيقة.
وطريقة إعداد البطاطس المحمرة هو غسلها وتنظيفها ثم رشها بقشرتها رشا رقيقا بالزيت، وإدخالها في الفرن على صاج عريض حتى تحمر وتكتسب اللون الذهبي.
ومن أهم ما يدخل في طبق الأحد في إنجلترا بودينج يوركشاير.

## أهمية البطاطس
تلعب البطاطس دورا أساسيا في المطبخ الإنجليزي، حتى أن البطاطس المحمرة تقدم أيضا مع الإفطار. وأحيانا تقدم حبات البطاطس الكبيرة (حجم 200 جرام على الأقل، مطبوخة أو ومحمرة في الفرن صحيحة وبقشرتها بعد طلاؤها بالزيت. وتوجد في إنجلترا من طرق إعداد البطاطس ما يشبه «البومفريت الفرنسي» ألا وهو الشيبس.
وتقدم البطاطس المهموكة «بوريه البطاطس» مع السمك ومع أنواع السجق المختلفة، كما تدخل في العديد من الصواني مثل صينية الغنّام shepherd's pie أو صينية البطاطس والسمك fisherman's pie .
وتجهز تلك الصواني بتتبيل اللحم المفروم أو السمك بالملح والفلفل الأسود وتسويتها على النار. تتطلى الصينية بالزبد ويوضع بها 2/3 من كمية بوريه البطاطس، ثم يوضع مخلوط اللحم المفروم والخضار ويوزع وسط البوريه. بعد ذلك يوضع فوقها طبقة بوريه البطاطس الباقية وتدخل الفرن.
وتقدم في جميع أنحاء إنجلترا صينية لانكشاير Lancashire Hot Pot، وهي مجهزة من البطاطس ولحم الخراف. يطبخ اللحم أولا ويقطع إلى مكعبات، ويُرص في صينية مع شرائح البطاطس وترش بالملح والفلفل وتدخل الفرن.